# Полещук, Владимир Никифорович
Владимир Никифорович Полещук — советский хозяйственный и политический деятель.

## Биография
Родился в 1938 году. Член КПСС.
Окончил Новосибирский электротехнический институт.
В 1966—1979 гг. — инженерный и руководящий работник на заводе «Электросигнал»
В 1979—1986 гг. — первый секретарь Октябрьского райкома КПСС города Новосибирска.
В 1987—1988 гг. — второй секретарь Новосибирского горкома КПСС.
В 1989—1991 гг. — второй секретарь Новосибирского обкома КПСС, в 1990 г. — и. о. первого секретаря Новосибирского обкома КПСС.
Делегат XXVII и XXVIII съездов КПСС.
В 2007—2016 гг. — заместитель председателя, в 2016—2023 гг. — председатель Новосибирского городского Совета ветеранов.
Живёт в Новосибирске.

## Награды
- Орден Дружбы народов
- Орден Знак Почёта